# ТЕС Кідфа
25°18′31″ пн. ш. 56°22′18″ зх. д. / 25.30861° пн. ш. 56.37167° зх. д.
ТЕС Кідфа – колишня теплова електростанція, котра знаходилась на узбережжі Оманської затоки у еміраті Фуджайра (Об'єднані Арабські Емірати).
Станція в Кідфі (дещо північніше від столиці емірату міста Фуджайра) почала свою роботу в 1982 році. За первісним проектом її обладнали чотирма встановленими на роботу у відкритому циклі газовими турбінами потужністю по 20 МВт.
У 1992-му для ТЕС Кідфа постачили дві газові турбіни типу General Electrical Frame 6В (MS6001B) потужністю по 30 МВт. Ще одну таку ж додали у 1995-му.
Як паливо станція могла споживати природний газ, котрий доправляв на узбережжя Оманської затоки трубопровід від газопереробного заводу Саджаа (емірат Шарджа).
З подачею у 2000-х роках до Фуджайри спочатку оманського (трубопровід від Махди), а потім катарського (трубопровід від Тавіли) природного газу у цьому районі почав розвиватись потужний електроенергетичний комплекс (ТЕС Фуджейра F1, ТЕС Фуджейра F2). При цьому станцію Кідфа почали виводити з есплуатації. Знімки із геоінформаційних систем засвідчують, що станом на 2013-й тут залишались лише дві турбіни, а в першій половині 2020-го майданчик повністю очистили та приготували для зведення ТЕС Фуджейра F3.